# Nadia Rose
Nadia Rose est une musicienne de hip-hop, originaire de Croydon, à Londres.

## Biographie
Rose étudie la musique et la production musicale à l'université. Elle publie son premier EP Highly Flammable le 13 janvier 2017 après les singles à succès Station, BOOM et D.F.W.T. Rose est représentée par Sony Music Group sous la filiale Relentless Records. Elle arrive cinquième dans la liste de présélection Sound of 2017 de la BBC. En 2018, elle sort le titre WUT2 et apparaît dans un défilé de Stella McCartney à Milan.
En 2020, Rose révèle ne pas avoir pu sortir de nouvelle musique à cause de son label. Rose collabore avec Melanie C sur le morceau Fearless pour l'album éponyme de Melanie C, Melanie C. La vidéo musicale est présentée en première mondiale le 16 septembre 2020. À propos de cette collaboration, Rose déclare : « Ce n'est pas un secret que je suis une super fan des Spice Girls, donc toute cette expérience a été très surréaliste ».

## Vie personnelle
Rose est une cousine de Stormzy. En 2019, Rose participe à une campagne Operation Black Vote visant à encourager les personnes issues de minorités ethniques à s'inscrire sur les listes électorales pour les élections générales britanniques de 2019. Rose participe également à la campagne Grime4Corbyn de 2019 pour soutenir le Parti travailliste et son leader Jeremy Corbyn,. Rose écrit un article pour Metro encourageant les gens à voter pour le Parti travailliste lors des élections. 

## Discographie partielle

### EP
- 2017 : Highly Flammable
- 2020 : First Class